# RYTHEMのEnjoy Your Time!
RYTHEMのEnjoy Your Time!（りずむのえんじょいゆあたいむ）は、RYTHEMのレギュラー番組である。FM愛媛とFM徳島で放送されていたラジオ番組。
RYTHEMのホームページと連動して、一部はインターネットラジオで放送されていたが、2006年9月でインターネットラジオは終了した。

## コーナー
- 「今月のテーマ」
- 「小さな恋のメロディ」
- 「RYTHEMへの質問」
- 「MYブーーーーム」
- 「朗読」
- 「オシャレ泥棒」
- 「あなたのために歌います♪」
- 「YUIYUKAのスッピン」

## あなたのために歌います♪で生まれた曲
- 20粒のココロ（2005年4月・YUI→YUKA・シングル2006/1/1発売）
- 風車（4月）
- フラミンゴ（5月）
- ガラスの靴（6月）
- 車輪の下（7月）
- Dear Friend（8月・YUKA→YUI・シングル2006/1/1発売）
- 夕凪こやけ（9月）
- まんてんのソラ（10月）
- あいのことば（11月）
- 忘れモノを届けに・・・（12月）
- ケセラ世界（2006年1月）
- Words（2月）
- to meet you（3月）
- バイバイ　桜バス（4月）
- 天空橋（5月）
- 雨の日のダイアリー（6月）
- Mr．G（7月）

## 放送時間
ラジオ放送
毎週金曜日 20:30～20:55　
インターネット放送
毎週月曜日更新　
※インターネット放送は、ホームページのメンテナンスなどにより、閲覧できない場合がある。